# Lahu

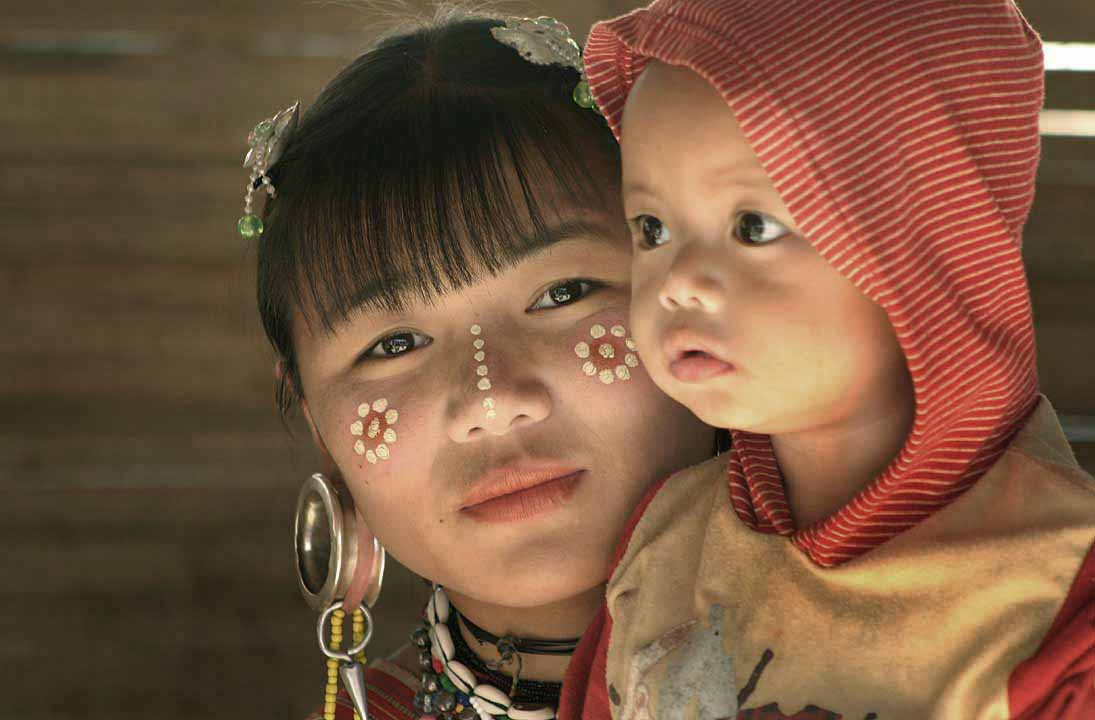
Kobieta Lahu z dzieckiem

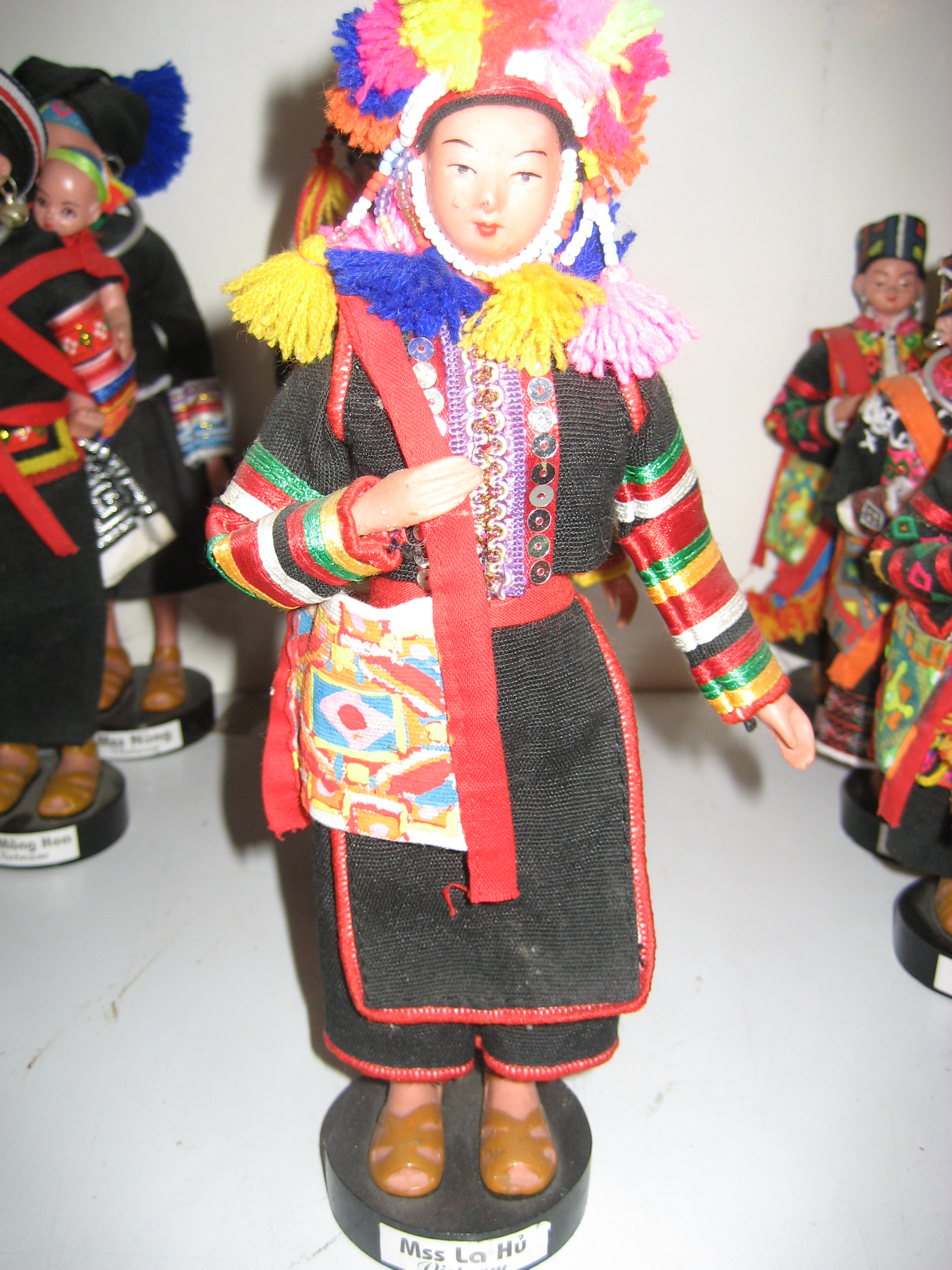
Lalka Lahu

Lahu (chiń. 拉祜族; pinyin Lāhùzú; nazwa własna: Ladhulsi lub Kawzhawd) – grupa etniczna żyjąca w Południowo-Wschodniej Azji. Na terenie ChRL stanowią jedną z 55 oficjalnie uznanych mniejszości narodowych. Na terenie chińskiej prowincji Junnan mieszka ich 450 tys., w Mjanmie 200 tys., w Tajlandii około 60 tysięcy. W Tajlandii bywają określani nazwą Massur (dosłownie „myśliwi“). Niewielka liczba Lahu zamieszkuje również Laos i Wietnam. W zależności od dominującego koloru stroju dzielą się na podgrupy: Lahu Na (czarnych), Lahu Shi (żółtych), Lahu Nyi (czerwonych), Lahu Hpu (białych), Lahu Shehleh itd.

## Język
Posługują się językiem lahu, należącym do grupy lolo-birmańskiej języków tybeto-birmańskich.

## Religia
Tradycyjnie są animistami, niektórzy praktykują buddyzm lub chrześcijaństwo. Większość Czarnych i Żółtych Lahu w Tajlandii jest baptystami.